# Foresight Research Hofinger
Foresight Research Hofinger, bis 2024 SORA Institute for Social Research and Consulting, ist ein österreichisches, privates Sozialforschungsinstitut. SORA wurde 1996 von Günther Ogris und Christoph Hofinger gegründet und bis Oktober 2023 auch geleitet und beschäftigt (Stand 2023) ca. 20 Mitarbeiter.
Das Institut forscht hauptsächlich in den Bereichen Wahlen & Politik, Arbeit, Wohn- und Lebensqualität. In Österreich ist SORA durch seine Hochrechnungen und Wählerstromanalysen an Wahlabenden im ORF bekannt.
SORA finanziert sich über Auftragsforschung. Wichtige Auftraggeber sind die EU-Kommission, Ministerien, Landesregierungen, Interessenvertretungen, private Unternehmen und Medien.
Das Institut hat seinen Sitz in Wien und kooperiert mit österreichischen und europäischen Forschungsinstituten, unter anderem beim „SoQua“-Lehrgang für graduierte Sozialwissenschaftler, und mit der European Association of Political Consultants (EAPC), deren jährliche Konferenz SORA 2010 in Wien veranstaltet hat.
2018 wurde durch das SORA erstmals der Österreichische Demokratie-Monitor (ÖDM) erhoben. Der ÖDM soll als sozialwissenschaftliches Messinstrument die „Demokratiequalität“ auf Basis von statistischen Daten und Umfrage erheben. Die dafür durchgeführte Bevölkerungsbefragung basiert auf einer repräsentativen Stichprobe von rund 2.000 Personen. Die Ergebnisse des ÖDM sollen jährlich veröffentlicht werden, erste Ergebnisse erschienen am 12. Oktober 2018.
Im September 2023 sorgte ein irrtümlich an mehr als 800 E-Mail-Adressen versandtes Dossier für Aufsehen, das SORA ohne Auftrag in Absicht auf eine künftige Zusammenarbeit mit der SPÖ in Fragen der strategischen Ausrichtung der Partei erstellt hatte. Darin wurden unter anderem Möglichkeiten des Negative Campaigning gegen FPÖ und ÖVP aufgezeigt. Beide Parteien forderten daraufhin vom ORF die Beendigung der Zusammenarbeit mit dem Meinungsforschungsinstitut. Der ORF kündigte schließlich an, die Zusammenarbeit mit SORA „mit sofortiger Wirkung“ zu beenden. bzw.
Dabei war das Naheverhältnis schon lange bekannt „SORA-Gründer Günther Ogris steht alljährlich am 1. Mai auf dem Wiener Rathausplatz mit roter Nelke am Revers“ Günther Ogris zog sich in der Folge aus der SORA-Geschäftsführung zurück.

## Umfirmierung in Foresight
Ogris trat im Oktober 2023 als Geschäftsführer zurück. Am 1. Dezember 2023 beschlossen die Gesellschafter die Umbenennung notariell in Foresight Research Hofinger GmbH. Am 5. Dezember 2023 erfolgte eine Presseaussendung von SORA. Demnach sollte Ogris seine Anteile „in den nächsten Wochen“ auf Hofinger übertragen. Der neue Name „befindet sich in Eintragung“ (ins Firmenbuch). Die Website www.sora.at wird migriert zu oder neu aufgebaut auf www.foresight.at. Foresight kündigte an alle Aufträge der öffentlichen Hand auf der Website zu listen und die Ergebnisse für die Allgemeinheit downloadbar anzubieten. Hofinger wird Foresight gemeinsam mit Sabine Westphal leiten, die schon bisher im Führungsteam war.
2024 erteilte der ORF dem Foresight-Institut einen Auftrag für Wahlforschung.